# Chantiers Amel
Les Chantiers Amel est une entreprise fabricant de voiliers de croisières fondé par Henri Amel en 1965. Basé à La Rochelle⁣⁣, le chantier est connu pour ses fabrications de voiliers transocéaniques.

## Histoire
Le designer de bateau à voile Henri Amel a créé les chantiers Amel en 1965. Pendant la seconde guerre mondiale Henri Amel, né Henri Tonet, né le 16 avril 1913, remarque que les caissons flottants utilisés par les forces alliées en France sont fabriqués en résine de polyester. Il décide de produire des bateaux dans cette matière,.
Le premier voilier fabriqué par les chantiers Amel est le Super Mistral 23, construit à Marseille, après le rachat d'un chantier naval en difficulté financière. Le bateau est un succès commercial, mais l'affaire s'effondre tout de même. En 1963, Amel commence à construire de nouveaux bateaux dans un autre chantier à La Rochelle. Puis, il prend son indépendance et fonde les chantiers Amel en 1965. Le feu détruit complètement l'entreprise en 1967, mais il est reconstruit avec succès en 1973.
Henri Amel fut aveugle une grande partie de sa carrière, cela se retrouve dans certains traits de ses bateaux (balcon rigide, commandes regroupées dans le cockpit, etc.).
Au moment de sa mort, en 2005, Henri Amel fait don de 12 000 de ses 13 000 actions de son entreprise à ses salariés,.

## Bateaux
Le chantier naval produit des bateaux de croisière en fibre de verre, notamment des ketchs qui comprennent une série populaire de 16 mètres de long portant les noms Meltem, Mango, Super Maramu et Amel 54, ainsi que des séries plus petites de sloops et de ketchs portant les marques Kirk, Fango, Euros, Sharki et Maramu. Toutes les séries du début ont été conçues par Henri Amel lui-même, avec l'aide du dessinateur des chantiers, Jacques Carteau, qui suppléait à la perte de la vue du créateur de la marque.
Pendant de nombreuses années, les Chantiers Amel furent connus pour leur pratique consistant à ne produire qu'un seul modèle à la fois. Depuis environ 2010, la société produit le vaisseau amiral "Amel 64" et le "Amel 55". Le design des deux bateaux a été réalisé par Jean Berret & Olivier Racoupeau,.